# 若柴宿

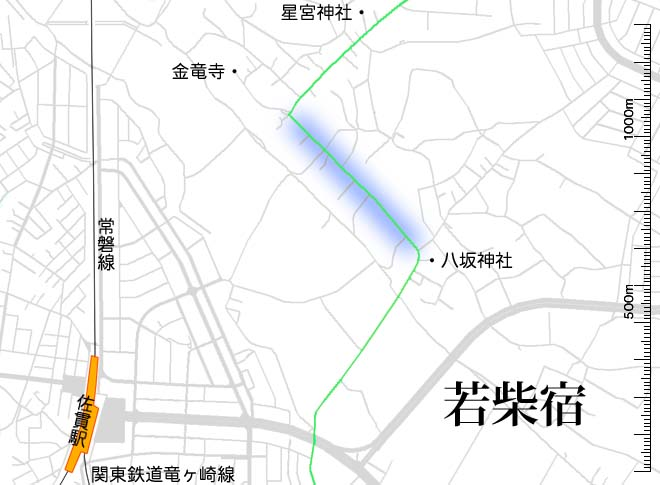
若柴宿の現代地図に旧水戸街道の道筋を重ねた地図。

若柴宿（わかしばしゅく）は、水戸街道千住宿から7つ目の宿場町。現在の茨城県龍ケ崎市若柴町付近。
水戸街道が小貝川や牛久沼流域の低湿地を横切って北上した台地上にある。宿場は両端に屈曲のあるクランク状の直線部にあり、江戸側（南東側）と水戸側（北西側）の約500メートルの範囲。南東側屈曲部には八坂神社、北西側屈曲部には金竜寺がある。藤代宿・牛久宿と近いことから、本陣は置かれていなかった。
明治以降の火災によって江戸時代の建築の大半は失われているが、明治時代級の古建築はそこそこ多い。

## 周辺
- 八坂神社 - 八坂神社系列の神社。宿場の南東側にある。
- 金竜寺 - 宿場の北西側にある寺院。1321年に新田義貞によって群馬県に創建されたという。現在地への移転は1590年とされる。
- 星宮神社 - 宿場の北方にある神社。創建時期は880年説と924年説がある。本殿は江戸時代のもの。同社の神の使いが鰻であるとされていたため、若柴宿では鰻を食用としなかった。

## 隣の宿
藤代宿 - 若柴宿 - 牛久宿
- 藤代宿 - 若柴宿は一里（約4キロ）

江戸時代初期の水戸街道古道は、我孫子宿を出たのち、布佐・竜ヶ崎を経由して、藤代〜若柴間でのちの水戸街道と合流していた。
- 若柴宿　- 牛久宿は一里（約4キロ）

途中に成井の一里塚が残されている。